# Jared HÍV-e
A Jared HÍV-e (Jared Has Aides) a South Park című amerikai animációs sorozat 80. része (a 6. évad 1. epizódja). Elsőként 2002. március 6-án sugározták az Amerikai Egyesült Államokban, Magyarországon 2005. február 23-án mutatták be.
Az epizódban Jared Fogle, aki állítása szerint egy gyorsétterem szendvicseinek segítségével fogyott le, South Parkba látogat, hogy fogyókúrás módszerét népszerűsítse, ám egy bizarr félreértés miatt komoly nehézségei támadnak. A főszereplő gyerekek eközben követni akarják példáját, hogy sok pénzt keressenek. A kínai éttermet vezető Tuong Lou Kim ebben a részben szerepel először.
Az epizód az Egyesült Államok lakóinak gyors fogyókúrák iránti megszállottságát parodizálja ki, de az AIDS betegséggel kapcsolatban is tabukat döntöget, amely egyes kritikusok szerint túlzás volt a készítők részéről. Maga Jared Fogle úgy nyilatkozott egy 2003-as interjúban, hogy tetszett neki a paródia. „Onnan tudhatod, hogy befutottál, hogy a South Parkhoz hasonló sorozatokban elkezdenek kifigurázni” - mondta Fogle.
A jelenet, melyben Jared állása elveszítése után a szakadó esőben sétál (beleértve a háttérzenét, Bruce Springsteen Streets of Philadelphia című dalát), az 1993-as Philadelphia – Az érinthetetlen című filmdráma paródiája.

## Cselekmény
|  | Alább a cselekmény részletei következnek! |

Jared Fogle, a Subway étteremlánc reklámarca South Parkba utazik, hogy bámulatos fogyókúrás eredményeiről beszéljen az embereknek. Azt állítja, hogy a gyorsétterem szendvicseinek segítségével fogyott le, de az őt meglátogató főszereplő gyerekeknek bevallja; a szendvicsek evése mellett akkor kezdett fogyni, amikor megkapta a HIV-ét. A fiúk megdöbbennek, de kiderül, Jared a személyi edzőjét és a dietetikusát nevezi a híveinek, ez okozta a félreértést. Eric Cartman azt javasolja a többieknek, hogy pénzkeresés gyanánt csináljanak ők is hasonló reklámot a helyi kínai étterem tulajdonosának és a cél érdekében hizlalják fel Butters Stotcht.
A gyerekekkel való beszélgetés után Jared a világ elé tárja fogyásának valódi titkát. Barátnőjének is mesél a hívéről és a South Park-iaknak is azt tanácsolja, szerezzenek maguknak hívet. A félreérthető kampánytól a Subway gyorsan elhatárolódik és kirúgja Jaredet, aki persze mit sem ért az egészből.
Cartmanék üzletet kötnek Tuong Lou Kimmel, a helyi kínai étterem vezetőjével és Séf bácsi segítségével fel is hizlalják Butterst, aki azonban kemény edzéssel sem tudja visszanyerni eredeti súlyát. Az egyetlen megoldás a házi zsírleszívás marad, melyet a fiúk Butters otthonában végeznek el. Váratlanul hazaérkeznek Butters szülei, de Stan Marsh, Kyle Broflovski és Cartman még idejében el tud osonni a helyszínről. Szülei alaposan leszidják Butterst, mert állításuk szerint korábban már négyszer is figyelmeztették fiukat, hogy ne végezzen otthon maszek zsírleszívást.
A kiközösített Jared arra a feltételezésre jut, hogy az emberek nem engedhetnek maguknak saját hívet, ezért utálják őt annyira. A pénzét egy alapítványra fordítja és ezzel akar hívet szerezni mindenkinek, és azt is megígéri, a gyerekeknek ő maga adja át a hívüket. A feldühödött tömeg üldözőbe veszi Jaredet, aki bukása miatt érzett dühében szó szerint egy döglött lovat kezd el püfölni (a „beating a dead horse” kifejezés angolul azt jelenti, elcsépelt témán nyargalni; utalva az egész epizódot átívelő HIV/hív poénra).
Stan és Kyle megszökteti otthonról büntetésben lévő Butterst (míg helyét Cartman veszi át, hogy a fiukat telefonon folyamatosan ellenőrző szülőket megtévessze) és elviszik a kínai étterembe, de a tulajdonos nem akar üzletet kötni, mivel Jaredet mindenki meggyűlölte. A fiúk a belvárosba rohannak és sikeresen megakadályozzák Jared meglincselését, ezután tisztázzák a félreértést. Az emberek megállapítják, hogy az AIDS-szel „22,3 év elteltével” ismét lehet viccelődni és ennek a ténynek emlékművet is emelnek. Cartman eközben Butters hangját utánozva a telefonon keresztül trágár szavakkal sértegeti Butters szüleit, akik persze nem tudnak a helycseréről és azt hiszik, saját gyerekükkel beszélnek.
Miután Jared hírneve helyreállt, Tuong Lou Kim fáradozásaikért cserébe mindössze 15 dollárt ad a gyerekeknek, akik csalódottságukban inkább elvetik a reklámkészítés ötletét. Butters hazasiet és megköszöni Cartmannek, amiért fedezte őt és igaz barátjának nevezi. Nem sokkal ezután hazatérnek a felbőszült szülők, akik berontanak a házba és Cartman telefonos tréfája miatt megverik Butterst – Cartman a ház előtt egy nyugágyban fekve elégedetten hallgatja az eseményeket.

## Fordítás
Ez a szócikk részben vagy egészben  a   Jared Has Aides című angol Wikipédia-szócikk ezen változatának fordításán alapul.  Az eredeti cikk szerkesztőit annak laptörténete sorolja fel. Ez a jelzés csupán a megfogalmazás eredetét és a szerzői jogokat jelzi, nem szolgál a cikkben szereplő információk forrásmegjelöléseként.